# Else Haugk
Else Haugk (1889-1973) est la première femme suisse à obtenir en 1914 sa licence de pilote. Après une formation dans le nord de l'Allemagne, elle reçoit sa licence suisse sous le numéro no 48 en date du 11 mai 1914, ; elle obtient aussi une licence allemande qui porte le no 785 datée du 6 juin 1914.

## Biographie
Else Haugk est née à Zurich le 10 juin 1889 dans une famille de commerçants. Son père, Theodor Haugk, est originaire de Munich et sa mère, Elise Brandstetter, originaire de Zurich. Elle est une enfant intelligente, dotée d'une vive curiosité, en particulier dans les domaines de la technologie, de la littérature et de la peinture. Elle fréquente l'école secondaire à Munich et étudie la peinture à Dachau avec comme professeur Adolf Hölzel. Elle étudie également l'art à Zurich, avec Ferdinand Hodler.
En mai 1912, elle assiste à un show aérien près de Constance et se découvre une passion telle qu'elle décide de devenir pilote. C'est à cette manifestation qu'elle rencontre l'un des organisateurs qui deviendra son mari, l'Oberstleutnant Martin von Oldershausen. Il présente Else à Karl Caspar à Hambourg, lequel dirige une usine de fabrication d'avion, la "Hanseatischen Flugzeugwerke Karl Caspar AG" (voir Caspar-Werke ou Caspar-Werke) et possède une école de pilotage. Else commence sa formation durant l'hiver 1913-14 et, répondant aux exigences de l'autorité Suisse délivrant les licences de pilote, elle obtient le 11 mai 1914 la licence portant le no 48 faisant d'elle la première femme pilote de Suisse. Peu après, le 6 juin 1914, elle est brevetée sur monoplan Hansa-Taube (La colombe) à l'aérodrome de Hambourg-Fuhlsbüttel, obtenant la licence portant le no 785 de l'Association des Pilotes Allemands. Le magazine allemand Der Flugsport écrit dans son édition de juillet 1914 (numéro 14, page 600) : « Mademoiselle Else Haugk, résidant à Hambourg-Fuhlsbüttel, née le 10 juin 1889 à Zurich, a obtenu sa certification de chef pilote sur monoplan (Hansa-Taube) sur le terrain d'aviation de Fuhlsbüttel le 06/06/1914. Elle a reçu la licence no 785 de l'association du pilote allemand ».
Else effectue de nombreux vols dans le nord de l'Allemagne jusqu'en août 1914. Mais avec le déclenchement de la Première Guerre mondiale ses projets d'avenir dans le monde aérien sont stoppés. Elle suit une formation d'infirmière et travaille à l'hôpital de Hambourg ainsi que dans un hôpital de campagne dans le Brandebourg où elle soigne les pilotes blessés, ce qui lui permet de maintenir le contact avec le monde aérien. À Cologne Else rencontre de nouveau Martin von Oldershauen dont l'épouse est décédée un an plus tôt (en juillet 1917). Ils se marient le 5 juin 1918. À l'âge de 29 ans, Else Haugk élève les deux filles issues du premier mariage de Martin puis les deux fils nés de leur mariage. Alors qu'Else projette de revenir à l'aviation, les ennuis de santé de son fils aîné et le décès de son mari et sa propre santé vont encore retarder son projet. En 1924, elle travaille comme couturière à Zurich. Le plus jeune de ses fils, Bernhard, décède lors de la Seconde Guerre Mondiale. L'aîné, Hans Felch von Oldershausen, qui est médecin, émigre au Chili après la guerre.
Else Haugk, à 63 ans, rejoint son fils au Chili en 1952. Elle entre en contact avec des pilotes chiliens et reprend le pilotage à Concepción d'où elle réalise plusieurs vols vers la Patagonie traversant la cordillère des Andes. Au milieu des années 1950, Else suit son fils et rentre en Allemagne. Elle reprend la peinture, habite Berlin, Hambourg, Lippoldsberg, Tübingen et Friedrichshafen (suivant l'activité professionnelle de son fils). Elle s'installe à Frauenalb dans la Forêt-Noire et continue à pratiquer la peinture. Else conserve des contacts avec l'aviation notamment avec Walter Dollfus éditeur de la revue "Aero Revue" et l'association des pionniers de l'aviation allemande "Alter Adler (de)".
Else Haugk (de Oldershausen) est morte le 6 décembre 1973 à Frauenalb.